# Galaxy Game

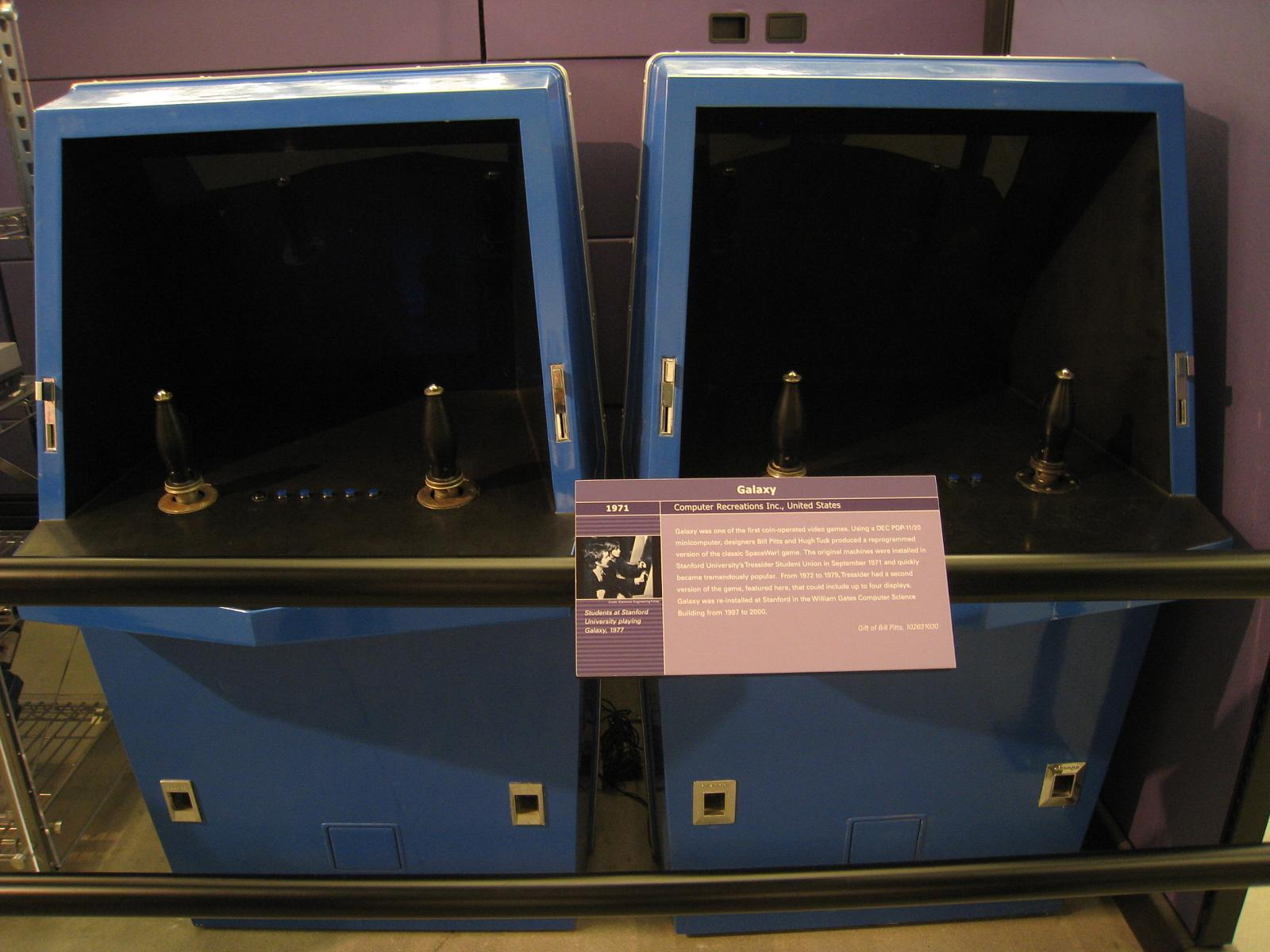
Galaxy Game al Computer History Museum de Califòrnia.

Galaxy Game és un videojoc de màquina recreativa de combat espacial desenvolupat el 1971 per Bill Pitts i Hugh Tuck, considerat un dels últims jocs creats a la primeria de la història dels videojocs. Fou un dels primers videojocs operats amb monedes. El prototip es mostrà el setembre de 1971 a la Universitat Stanford, només un mes després de la demostració d'un prototip similar, Computer Space. Així, es considera el segon videojoc de la història on es necessitava pagar per jugar.